# Волостная (Вологодская область)
Волостная — деревня в Кичменгско-Городецком районе Вологодской области.
Входит в состав Енангского сельского поселения (с 1 января 2006 года по 1 апреля 2013 года входила в Верхнеентальское сельское поселение), с точки зрения административно-территориального деления — в Верхнеентальский сельсовет.
Расстояние до районного центра Кичменгского Городка по автодороге — 102 км, до центра муниципального образования Нижнего Енангска по прямой — 26 км. Ближайший населённый пункт — Скородум.
По данным переписи в 2002 году постоянного населения не было.